# Centro Georges-Vézina
El Centro Georges-Vézina (en francés: Centre Georges-Vézina) es el escenario deportivo más grande de Saguenay, Quebec al este de Canadá. Se encuentra ubicado en el sector de Chicoutimi, en la esquina de la calle Bégin y el Bulevar l'Université. Lleva el nombre de la exportero estrella de los Canadiens de Montreal, Georges Vézina, un nativo del lugar.
El Centro Georges-Vézina es actualmente el hogar de los Chicoutimi Saguenéens, equipo de hockey de la Liga de hockey junior mayor de Quebec, y de los Comètes de Chicoutimi, club de patinaje de velocidad. Inaugurado en 1949 , es uno de los estadios más antiguos de la QMJHL.